# Puente de arpa

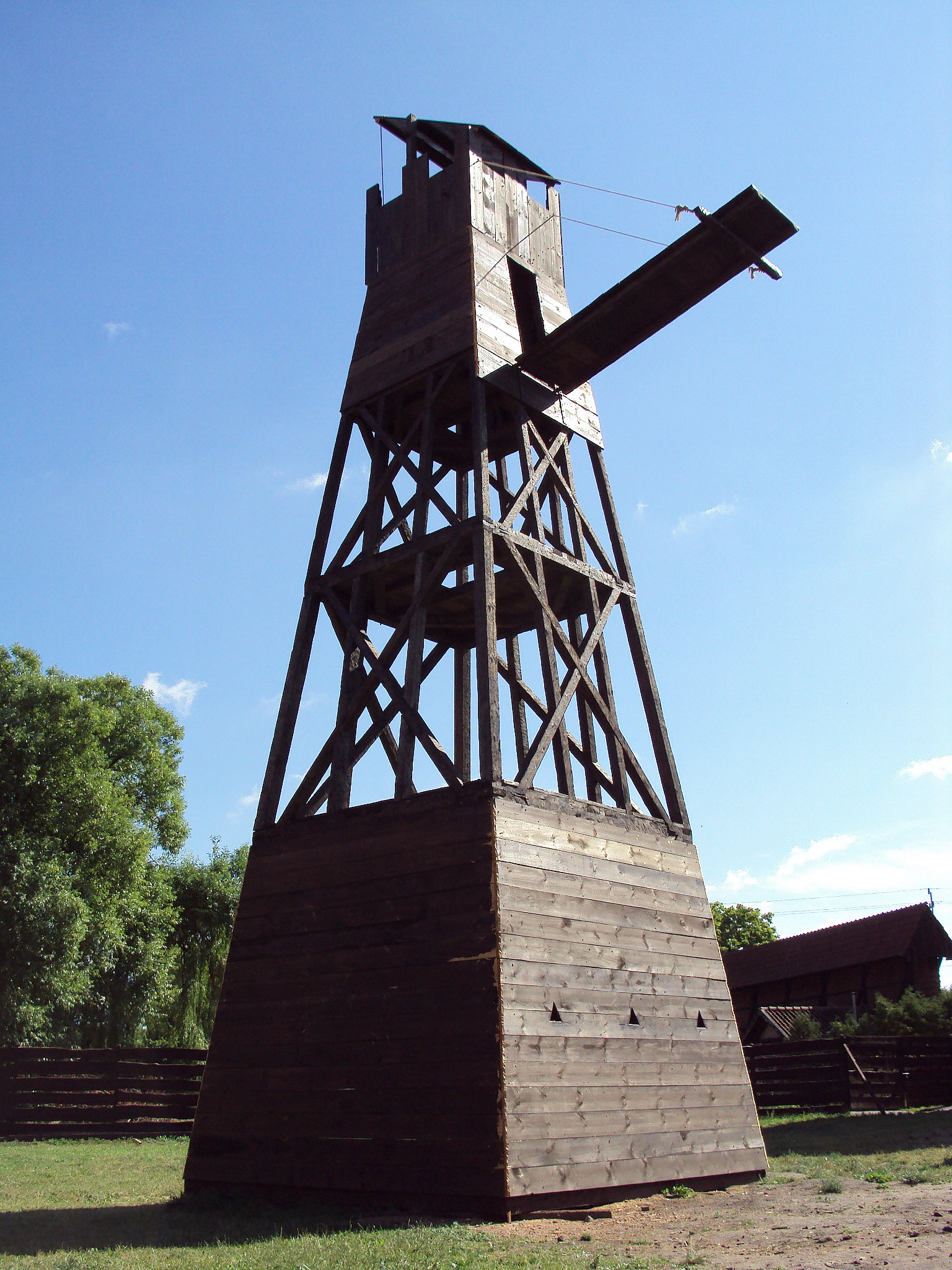
Torre de asedio con el puente de arpa

Se llama puente de arpa a una especie de puente levadizo que servía de frente a las torres de asedio que usaron los antiguos en los ataques a las plazas. 
Se llamaba así por su semejanza con el instrumento musical. Este puente estaba construido con gruesos maderos y tablones y unido perpendicularmente con goznes de hierro a la torre de la que formaba parte. Tenía al igual que el arpa cuerdas con que se hacía bajar sobre el muro de la plaza sitiada por medio de poleas. Apenas estaba colocado, los soldados saltaban fuera de la torre y pasando sobre él, se apoderaban de la muralla. 